# Робсън
Вижте пояснителната страница за други значения на Робсън.
Окръг Робсън (на английски: Robeson County) е окръг в щата Северна Каролина, Съединени американски щати. Площта му е 2463 km², а населението – 133 235 души (2016). Административен център е град Лъмбъртън.